# Северянка (швейная фабрика, Новосибирск)
АО «Швейная фабрика «Северянка»» — компания, расположенная в Октябрьском районе Новосибирска. Производит детскую и женскую одежду. Имеет сеть фирменных магазинов в Новосибирске, Томске, Челябинске, Омске, Екатеринбурге, Тюмени, Красноярске, Москве.

## История
Фабрика создана в 1937 году на основе промыслово-кооперативной артели «Сибирская кружевница», производившей кружева, костюмы, блузки и платья.
В период Великой Отечественной войны фабрика в большом количестве изготавливала для фронта гимнастёрки, бельё, брюки.
В 1955 году путём объединения артелей «Сибирская кружевница» и «Инд-пошив» была организована артель «Сиб. швейница», которую в 1957 году преобразовали в швейную фабрику № 4.
В 1964 году на базе фабрик № 3, № 4, № 12 создано производственное швейное объединение «Северянка», его цехи размещались в восьми местах Новосибирска.
В 1970 году «Северянка» получает новое хорошо оснащённое пятиэтажное здание.
В 1978 году фабрика начинает выпускать модели с олимпийской символикой, 13 моделей предприятия были одобрены Оргкомитетом Олимпийских игр 1980 года.
В 1980-е годы швейные потоки фабрики были оборудованы новыми вышивальными автоматами и машинами с элементами автоматики.

## Производство
Швейная фабрика производит детскую и женскую одежду.

## Руководство

### Председатели правления
- Е. М. Крадинова (1932—1940)
- А. Г. Чевтаева (1940—1941)
- Н. В. Хорошкова (1941—1945)
- В. Д. Соболева (1946—1948)
- Н. С. Савинская (1948—1953)
- М. Г. Емельянова (1953—1954)
- М. А. Мороз (1954—1955)[1]

### Директоры
- Г. М. Камалова (1964—1972)
- Н. А. Семячковская (1971—1973)
- Е. Л. Данилова (1973—1974)[1]

### Генеральные директоры
- П. А. Гусева (1974—1983)
- Л. И. Осокина (1983—1985)
- В. Ф. Мамонтова (1985—1989)
- В. А. Веретено[1]

## Известные работники
- Тамара Михайловна Соколенко (род. 1943) — Герой Социалистического Труда, швея-мотористка фабрики (1959—2001).